# Фотодрама творения

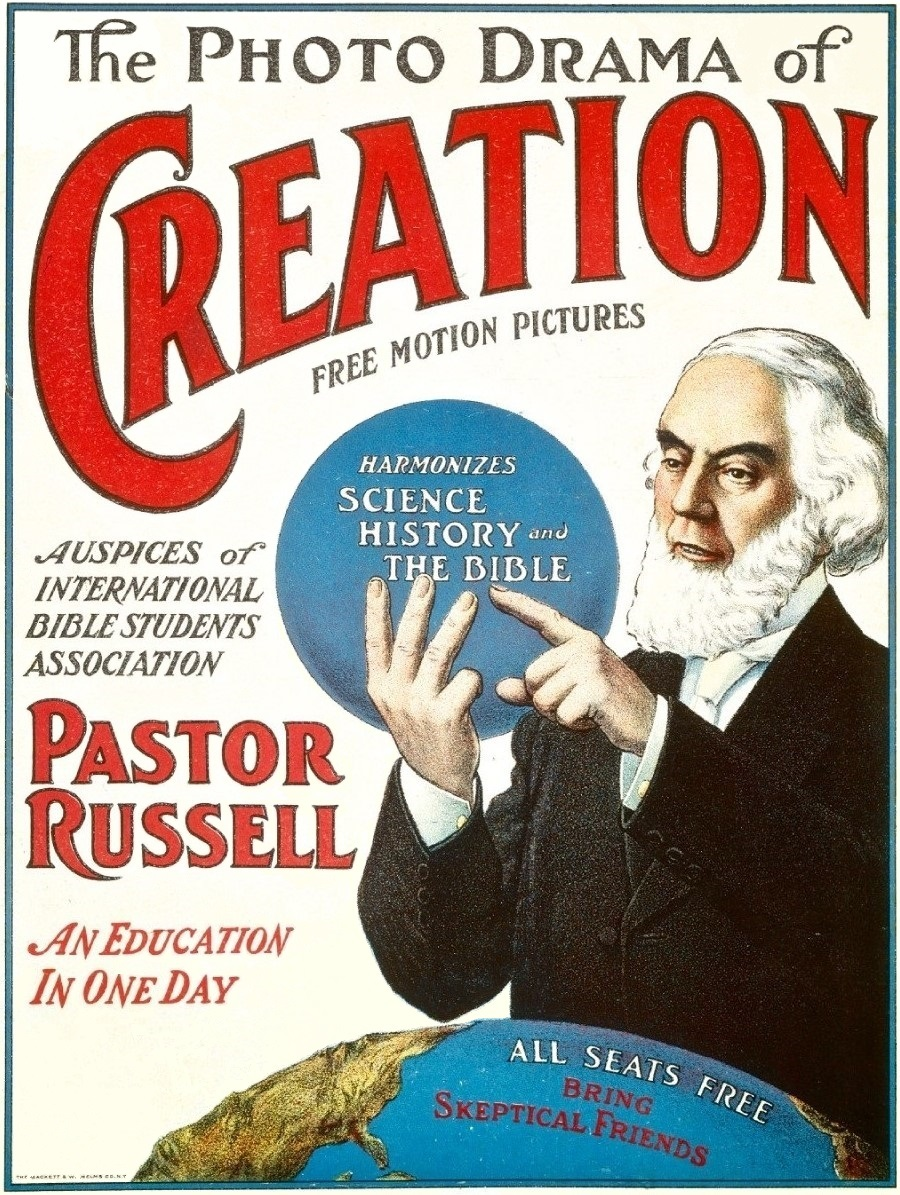
Постер фильма

Фотодрама творения — слайдовый библейский фильм, выпущенный в 1914 году Обществом Сторожевой башни, Исследователями Библии (ныне Свидетели Иеговы). Первый фильм на то время, где был синхронизирован звук, разноцветные картинки, музыка и голос.
Несмотря на то, что в то время ещё не было звуковых фильмов, этот фильм был со звуком. Такой результат был достигнут с помощью синхронизации звука с изображением.
Целью «Фотодрамы», согласно словам издателей фильма, было «помочь людям полюбить Библию и понять изложенный в ней замысел Бога».
Каждый день она показывалась в 80 городах. О «Фотодраме» объявляли газеты и многочисленные афиши, размещавшиеся на витринах магазинов и в окнах домов; в больших количествах распространялись печатные приглашения. «Фотодрама» собирала множество зрителей. Только за год «Фотодраму» посмотрело в целом свыше девяти миллионов человек в Северной Америке, Европе, Австралии и Новой Зеландии.

## История создания фильма
Фильм начали создавать ещё в 1912 году. В 1914 году, вместе с фильмом была выпущена книга с таким же названием. В этой книге содержались изображения слайдов фото-драмы и пояснения к ним. Также была создана сокращённая версия драмы: «Драма Эврика».

## Содержание
Фильм состоял из четырёх двухчасовых серий, общей сложностью 8 часов. С помощью картинок и в сопровождении звука представлялась вся история Библии: от сотворения до патриархов, от истории израильского народа до Иисуса Христа и в заключении до его Тысячелетнего Царства на небе.
- Божья слава в небесах
- Первый День, или Эпоха
- Второй День, или Эпоха
- Третий День, или Эпоха
- Четвёртый День, или Эпоха
- Пятый День, или Эпоха
- Шестой День, или Эпоха
- Седьмой День, или Эпоха
- Сотворение Матери Евы
- Обольщение матери Евы
- Изгнание из Едема
- Гордость — Зависть — Гнев — Убийство
- Авель — первый мученик
- Начало печали и скорбей
- Сыновья Бога, дочери человеческие
- Пока готовился ковчег…
- Уничтожение нефилимов
- Конец того века
- Радуга обетования
- Полубоги Греции и Египта
- Адам (Мена) был Фараоном I
- Башня Вавилона
- Авраам — друг Бога
- Уничтожение Содома
- Мелхиседек, священник и царь
- Несчастья Иова и реституция
- В поисках невесты для Исаака
- Сон Иакова о лестнице
- Опознанная одежда Иосифа
- «Сведете вы седину мою… во гроб [шеол]»
- Иосиф и его братья
- У горящего куста
- Установление Пасхи
- Приключения Израиля в пустыне
- Завет Закона на горе Синай
- Образная Скиния
- Переход Иордана
- Долгий день Иисуса Навина
- Помазание Давида Самуилом
- Царь Саул, оставленный в живых
- Судьба Амалика
- Чародейка из Аэндора
- Порицание пророком
- Соломон во всей своей славе
- Храм Господа
- Илия и пророки Ваала
- Царь Седекия лишен зрения
- Иерусалим опустошен на семьдесят лет
- Истолкование сна Навуходоносора
- Сон Даниила — взгляд с иной стороны
- Пир царя Валтасара
- Царь Дарий и Кир
- Поле сухих костей
- Логос стал плотью
- Весть великой радости
- Иоанн Предвестник
- Крещение Иисуса
- Евангелие Царства
- Притчи о Царстве
- Блудный сын
- Не умерла, но спит
- Капернаум, «низвергнутый до ада»
- Притча об овцах и козлах
- Иллюстрация деятельности Царства
- Осанна в вышних
- Цена Царства
- Вечеря Вспомина
- «EccE Homo» — Се, Человек!
- Надежда умирающего разбойника
- «Ожил духом»
- Св. Фома сомневается
- Отдых Пятидесятницы
- Проповедование Пятидесятницы
- Избранный сосуд Бога
- Язычники — сонаследники
- Церковь в Антиохии
- Исследователи Библии в Верии
- Апостольское правопреемство
- «Священная Римская империя»
- Крестовые походы и крестоносцы
- Гус, Виклиф, Тиндаль и др.
- Лютер, Цвингли, Меланхтон
- Тетцель продает индульгенции
- Святая (?) инквизиция
- Кальвин и Сервет
- Сторонники Веслея, преследуемые толпой
- Наши современные храмы
- Отверженный и Презренный
- Даниил в одной яме с критиками
- «Многие будут бегать туда и сюда»
- «Умножится ведение»
- «Время скорби»
- Католическая, воинствующая, побеждающая
- Новые небеса и новая земля
- Земля возрожденная, усовершенствованная, завершенная
- Хор Аллилуия и грядущие века